# Irina Voronina
Irina Voronyina (Ирина Воронина) (Dzerzsinszk, 1977. december 19. –) orosz származású amerikai modell. 2001 januárjában a hónap Playmate-jévé választották és több Playboy videóban jelent meg. Fotói jelentek még a Playboy versenytársának számító Perfect 10 című felnőtt magazinban is.
A 2005-ös Playboyban a Playboy Mansion fürdőruhanaptár májusi naptárlányként jelent meg. Ez volt a Playboy első kísérlete arra, hogy egy nem meztelen fürdőruhanaptárt hozzon létre a Playmate-ekkel, hasonló stílusban, mint a Sports Illustrated Swimsuit Issue-ban. Irina kétszer szerepelt a Playboy Cyber Club híresség fényképészrészében is. 
Voronina exférje Lemel Humes producer volt, akitől 2008-ban elvált.

## Filmográfia
- 2002: Nagy dobás: Campus Bookie vallomásai (telesorozat)
- 2003: Igazság és Dare (film)
- 2004: Tökéletesíts 10-et (box modell, videofilm)
- 2004: A sötétség gyűrűje (telesorozat)
- 2004: Vezérige felfedett! Vol. 2 (videofilm)
- 2006: Horror csuklyája (film) – befejező színdarab
- 2006: Tripping Forward (film) – befejező színdarab
- 2007: Epic Movie (videófilm)
- 2007: Reno 911!: Miami (videófilm)
- 2007: A düh labdái (videófilm)

## Modellként
- 2001:Playboy A Hard Rock, Hotel és Casino Las Vegas lányai (videófilm)
- 2001:Playboy Video Playmate Calendar 2002 (videófilm)
- 2002:Playboy: Mezítlábas Szépség (videófilm)
- 2004:Playboy: No Boys Allowed, 100 százalékos Girls 2 (videófilm)
- 2004:Punk'd, Episode # 3.8 (telesorozat)